# Адаті (район)
35°46′32.09″ пн. ш. 139°48′16.29″ сх. д. / 35.7755806° пн. ш. 139.8045250° сх. д.
Райо́н Ада́ті (яп. 足立区, あだちく, МФА: [adat͡ɕi ku̥], «Адатівський район») — особливий район в японській столиці Токіо.

## Короткі відомості

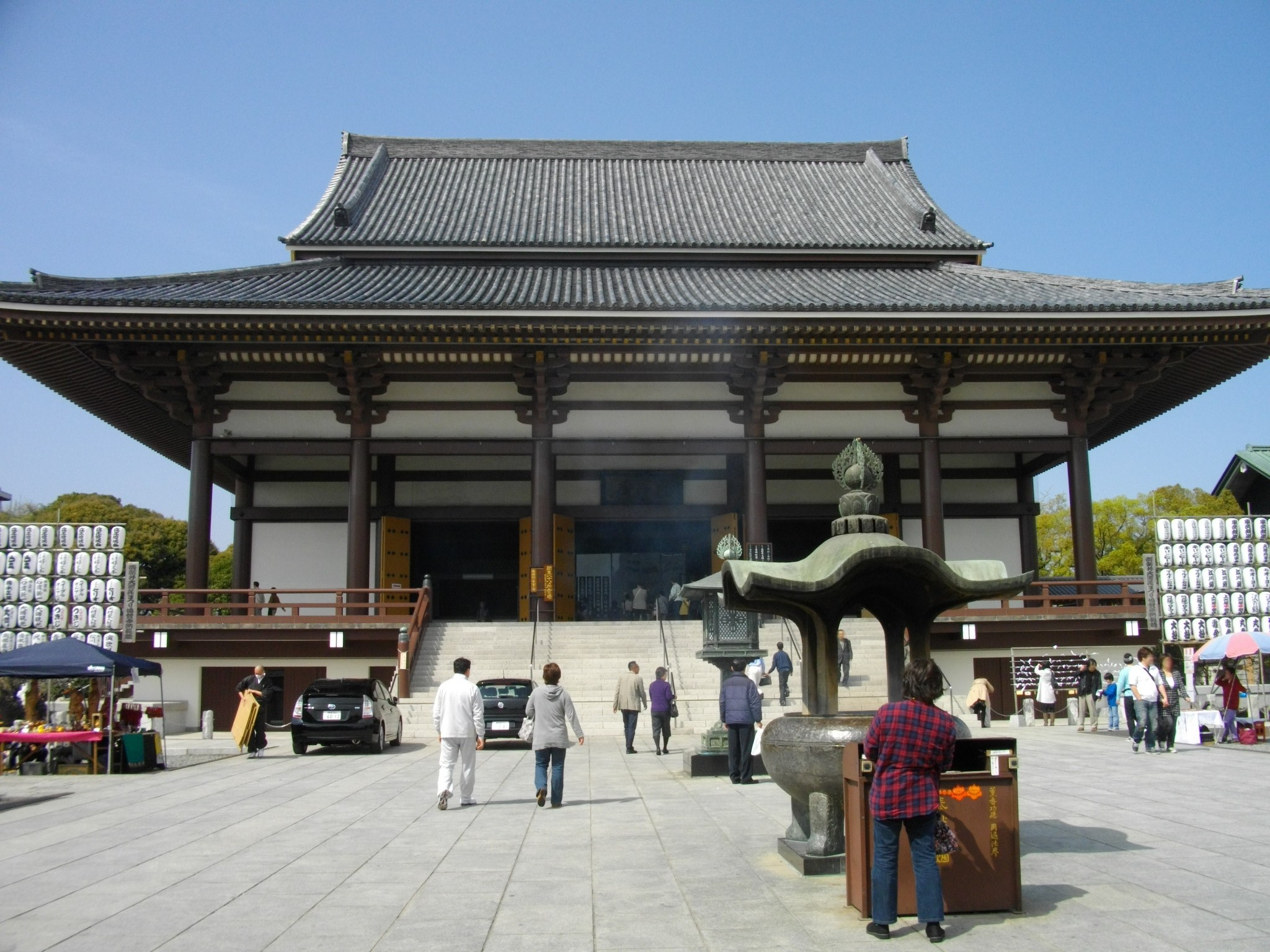
Содзідзі в Нісі-Арай.

Район Адаті розташований в північно-східній частині столиці Японії, на північному сході метрополії Токіо. На півночі він межує з префектурою Сайтама. Район пролягає в межиріччі річок Ара, Суміда й Нака, на території алювіальної низини. На північ від неї протікає річка Аясе.
Район Адаті був утворений 1932 року шляхом об'єднання населених пунктів повіту Мінамі-Адаті: трьох містечок Сендзю, Нісі-Арай, Умесіма та семи сіл Кохоку, Тонері, Аясе, Хіґасі-Футіє, Ханахата, Футіє, Іко.
Адаті зустрічається в «Продовженні анналів Японії» (797) та в «Збірнику японських слів» (938) як повіт провінції Мусасі. До 17 століття територія цього повіту була малозаселеною. Його комплексне освоєння почалося лише за правління сьоґунату Токуґава. Центральні землі Адаті називалися володінням Футіє й перебували під прямим контролем сьоґунів. З півночі на південь їх перетинав Ніккоський шлях. На південному відрізку цього шляху розташовувалося постояле містечко Сендзю. В районі буддистського монастиря Содзідзі існувало прихрамове поселення Нісі-Арай. До початку 20 століття район Адаті був сільськогосподарським, за винятком містечкок Сендзю та Нісі-Арай. Після Великого кантоського землетрусу 1923 року до нього були перенесені середні й малі підприємства з постраждалого Токіо. Урбанізація пришвидшилася після Другої світової війни. До 1990 року населення району невпинно зростало.
Основою економіки району Адаті є виробництво взуття та шкіряних сумок, виготовлення меблів, ювелірна справа, виробництво високоточної апаратури і техніки. Більшість компаній належать до малого і середнього бізнесу.
Півднем району пролягає лінія Дзьобан залізниці JR, вздовж якої розташована лінія Тійода Токійського метро. Центральну частину Адаті, з півночі на південь, перетинає лінія Ісесакі залізниці Тобу. Її продовження, лінія Дайсі, сполучається з кварталом Нісі-Арай. В околицях північного Сендзю вона перетинається з лінією Хібія Токійського метро. Північне Сендзю є центром транспортної системи та комерційної активності району Адаті. Через нього також проходить головна лінія залізниці Кейсей й експрес Цукуба, а з 2008 року — лайнер Тонері. 6 столичний автошлях поділяється в межах району на лінію Місато та Каваґуті.
Пам'ятками культури і природи району Адаті є буддистський монастир Содзідзі в Нісі-Арай, сади сакур, висаджені на дамбах річкок Нака й Ара, синтоїстське святилище Оторі в місцевості Ханахата. В районі також працюють Дитячий музей науки, Дім культури Нісі-Арай, Токійський палац бойових мистецтв..
Станом на 1 жовтня 2008 площа району становила 53,20 км². Станом на 1 липня 2011 населення району становило 686 004 осіб.

## Освіта
- Токійський університет мистецтв (додатковий кампус)

## Уродженці
- Кітано Такесі — актор, режисер.

## Галерея

Розташування
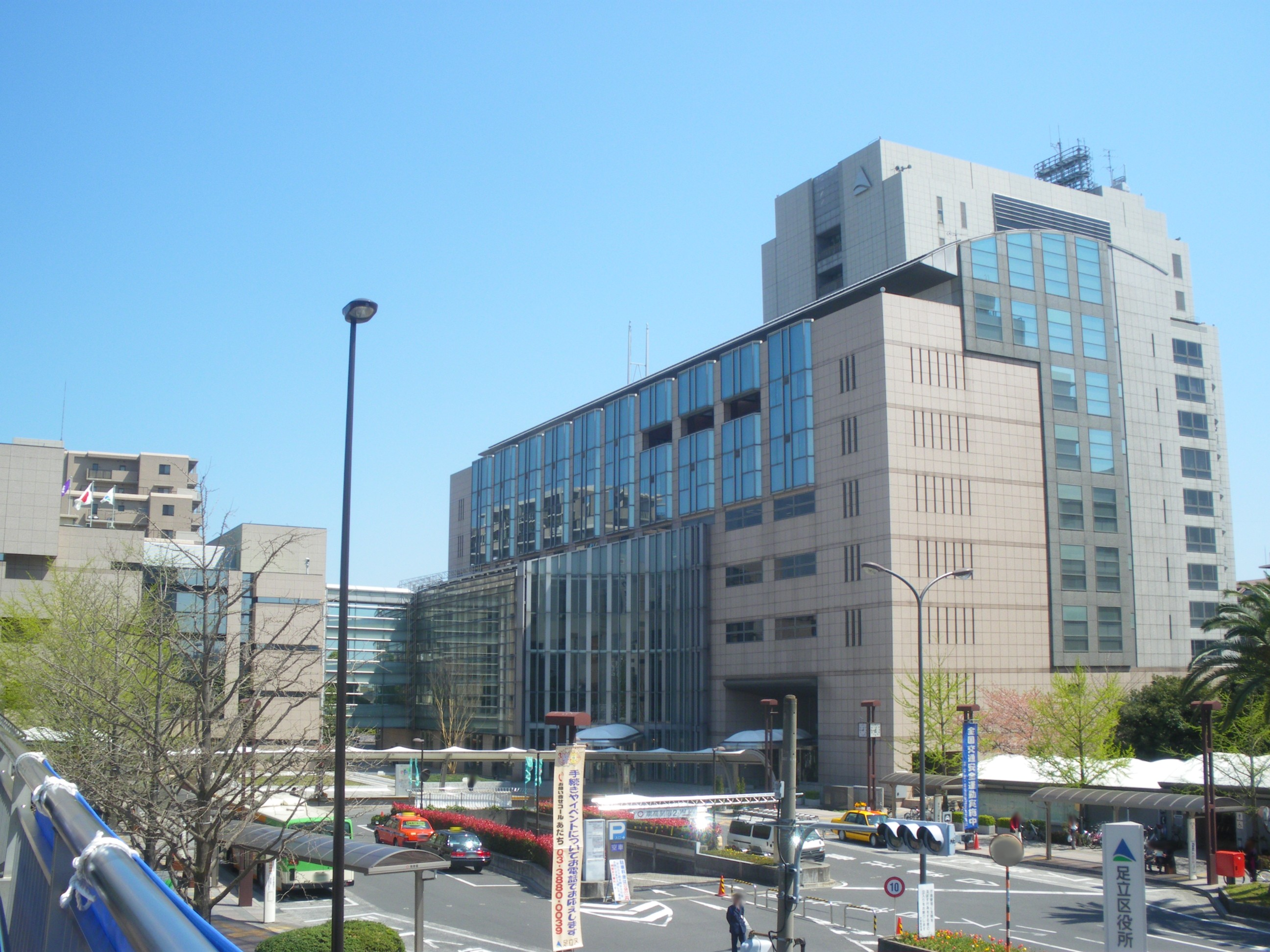
Адміністрація району
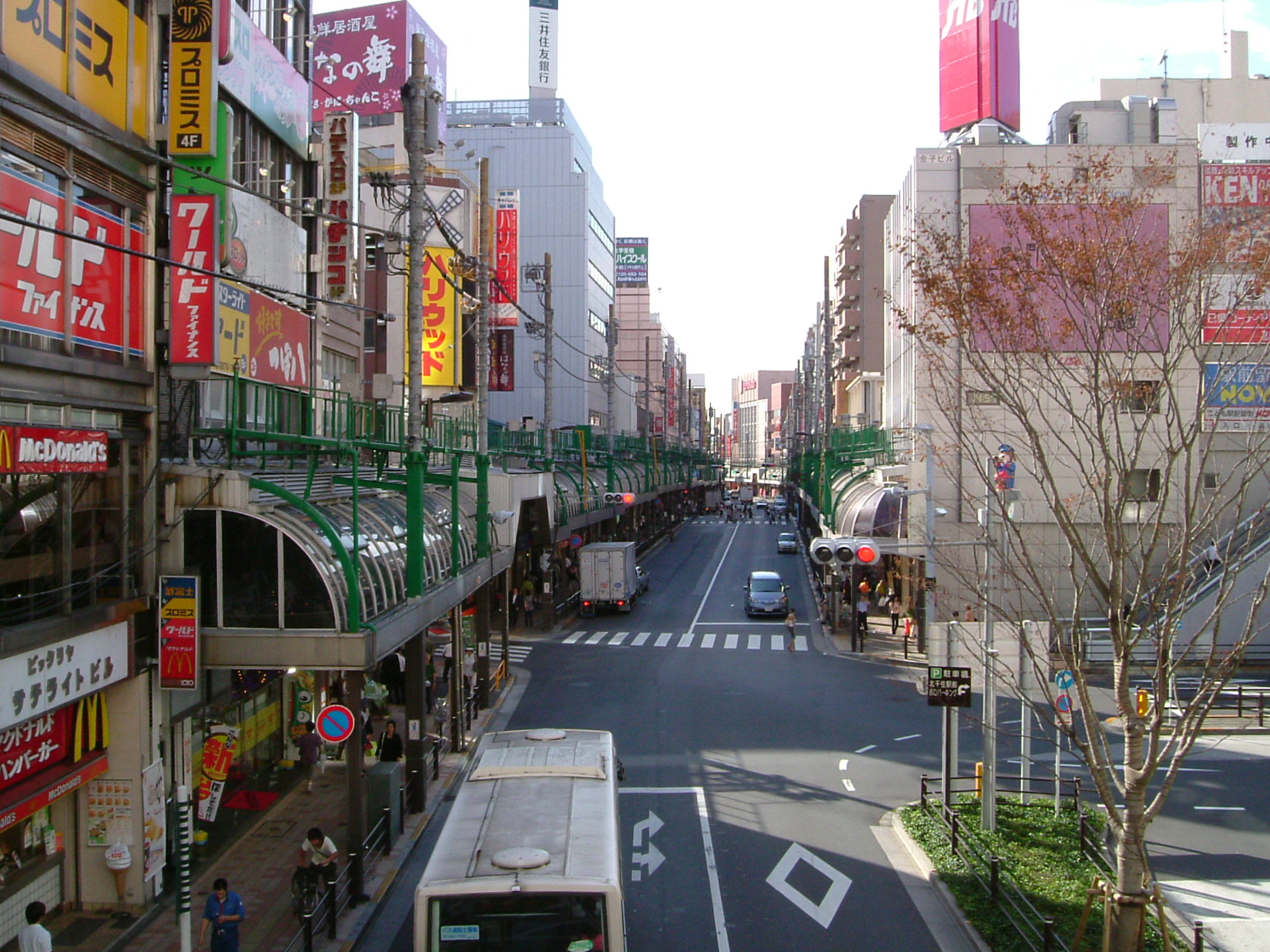
Вулиця району
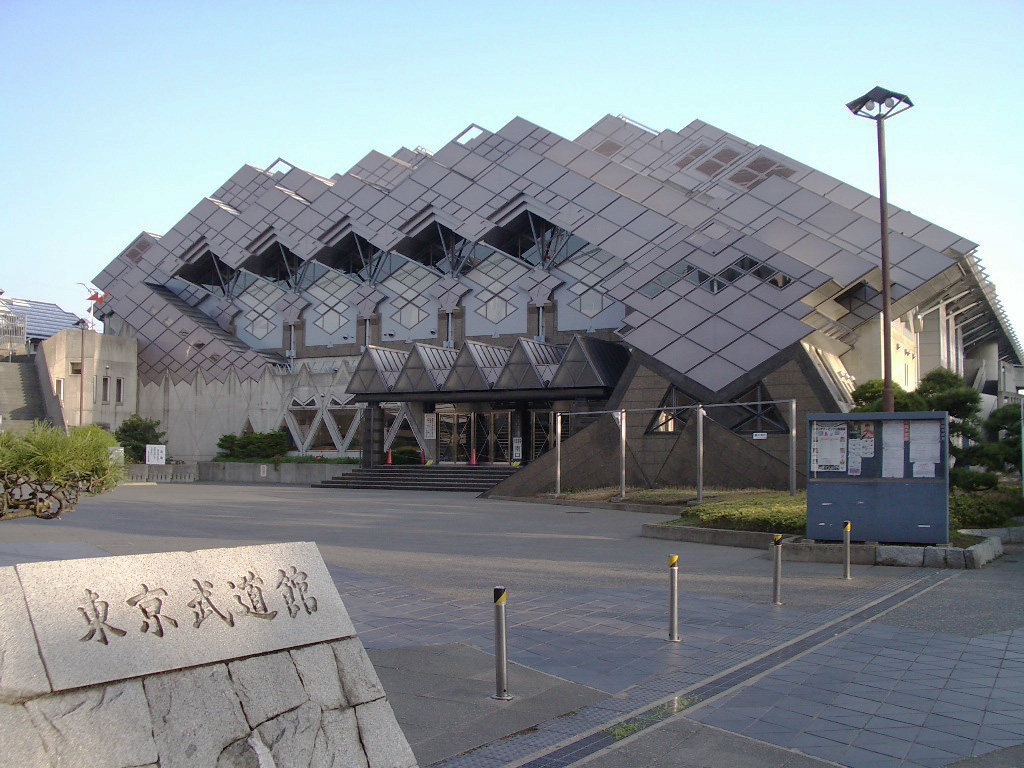
Токійський будокан